# Amphipsylla anceps
Amphipsylla anceps är en loppart som beskrevs av Wagner 1930. Amphipsylla anceps ingår i släktet Amphipsylla och familjen smågnagarloppor. Inga underarter finns listade i Catalogue of Life.